# Stornäbbad frötangara
Stornäbbad frötangara (Sporophila maximiliani) är en starkt hotad sydamerikansk fågel i familjen tangaror inom ordningen tättingar.

## Kännetecken
Stornäbbad frötangara har en enorm näbb som gör att den ser ut att sakna panna helt, varvid överdelen av näbben verkar sticka ut rakt från fågelns hjässa. Näbben är elfenbensvit, men inte slät. Hanen är helt svart förutom en vit handbasfläck och vitt under vingen. Honan är varmt brunfärgad utan särskilda kännetecken. Hanens sång är snabb och vackert flöjtliknande.

## Utbredning och systematik
Stornäbbad frötangara förekommer i Sydamerika i tre skilda områden. Den behandlas antingen som monotypisk eller delas in i två underarter med följande utbredning:
- Sporophila maximiliani parkesi – östra Venezuela (norra Bolívar, sydöstra Sucre samt Delta Amacuro), Trinidad, Guyana och Franska Guyana; populationen i östra Brasilien (Amapá och norra Pará tillhör förmodligen denna underart.
- Sporophila maximiliani maximiliani – sydcentrala och sydöstra Brasilien

Arten placerades tidigare i släktet Oryzoborus men DNA-studier visar att det släktet är inbäddat i Sporophila.

### Familjetillhörighet
Liksom andra finkliknande tangaror placerades denna art tidigare i familjen Emberizidae. Genetiska studier visar dock att den är en del av tangarorna.

## Levnadssätt
Fågeln förekommer i buskmarker utmed floder, våtmarker och ungskog upp till 1100 meter över havet. Åtminstone i Colombia frekventerar den risodlingar och i Bolivia har den setts i savannliknande miljöer, inklusive utarmade områden utmed vägar och övergivna tomter. Under parningen lyfter hanen vingarna och visar det vita under vingen.

## Status
Stornäbbad frötangara förekommer väldigt lokalt och sällsynt i sitt utbredningsområde. Internationella naturvårdsunionen IUCN kategoriserade arten 2013 som sårbar från att ha tidigare betraktats som nära hotad. Anledningen är nya data som visar att maximilianfröfinken minskar kraftigt till följd av intensiv fångst och habitatförlust. 2017 uppgraderades den igen till starkt hotad. Världspopulationen uppskattas till färre än 2.500 vuxna individer och ingen delpopulation anses innehålla fler än 250 vuxna individer.

## Namn
Fågelns svenska och vetenskapliga artnamn hedrar Maximilian Alexander Philipp Graf zu Wied-Neuwied och Prinz zu Wied (1782-1867), generalmajor i preussiska armén tillika samlare och upptäcktsresande verksam i Brasilien 1815-1817. På svenska har arten även kallats större frösparv.